# Рудольф Веспер
́
Рудольф Веспер (нім. Rudolf Vesper; нар. 3 квітня 1939, Неміль, Нижня Сілезія, Третій Рейх) — східнонімецький борець греко-римського стилю, дворазовий срібний призер чемпіонатів світу, бронзовий призер чемпіонату Європи, чемпіон Олімпійських ігор.

## Життєпис
Рудольф Веспер виграв дві срібні медалі на чемпіонатах світу 1963 і 1967 років. На Олімпійських іграх у Токіо в 1964 році він вибув після третього раунду, але через чотири роки в Мехіко він сенсаційно виграв золоту медаль. У 1970 році додав бронзову медаль чемпіонату Європи.
На національному рівні Веспер виграв дев'ять східнонімецьких титулів у 1960, 1963, 1965, 1966, 1967, 1968, 1970, 1972 та 1973 роках.
Веспер мав освіту теслі, але пізніше здобув педагогічну освіту і став вчителем спорту, соціальних наук і професійного навчання.

## Спортивні результати на міжнародних змаганнях

### Виступи на Олімпіадах
| Змагання                    | Збірна | Вагова категорія                 | Місце                       |
| --------------------------- | ------ | -------------------------------- | --------------------------- |
| Літні Олімпійські ігри 1964 | НДР    | греко-римська боротьба, до 78 кг | вибув після третього раунду |
| Літні Олімпійські ігри 1968 | НДР    | греко-римська боротьба, до 78 кг | Золото                      |

### Виступи на Чемпіонатах світу
| Змагання                        | Збірна | Вагова категорія                 | Місце  |
| ------------------------------- | ------ | -------------------------------- | ------ |
| Чемпіонат світу з боротьби 1963 | НДР    | греко-римська боротьба, до 78 кг | Срібло |
| Чемпіонат світу з боротьби 1967 | НДР    | греко-римська боротьба, до 78 кг | Срібло |

### Виступи на Чемпіонатах Європи
| Змагання                         | Збірна | Вагова категорія                 | Місце  |
| -------------------------------- | ------ | -------------------------------- | ------ |
| Чемпіонат Європи з боротьби 1968 | НДР    | греко-римська боротьба, до 78 кг | 5      |
| Чемпіонат Європи з боротьби 1970 | НДР    | греко-римська боротьба, до 82 кг | Бронза |